# The Legend of Zelda (Computerspiel)

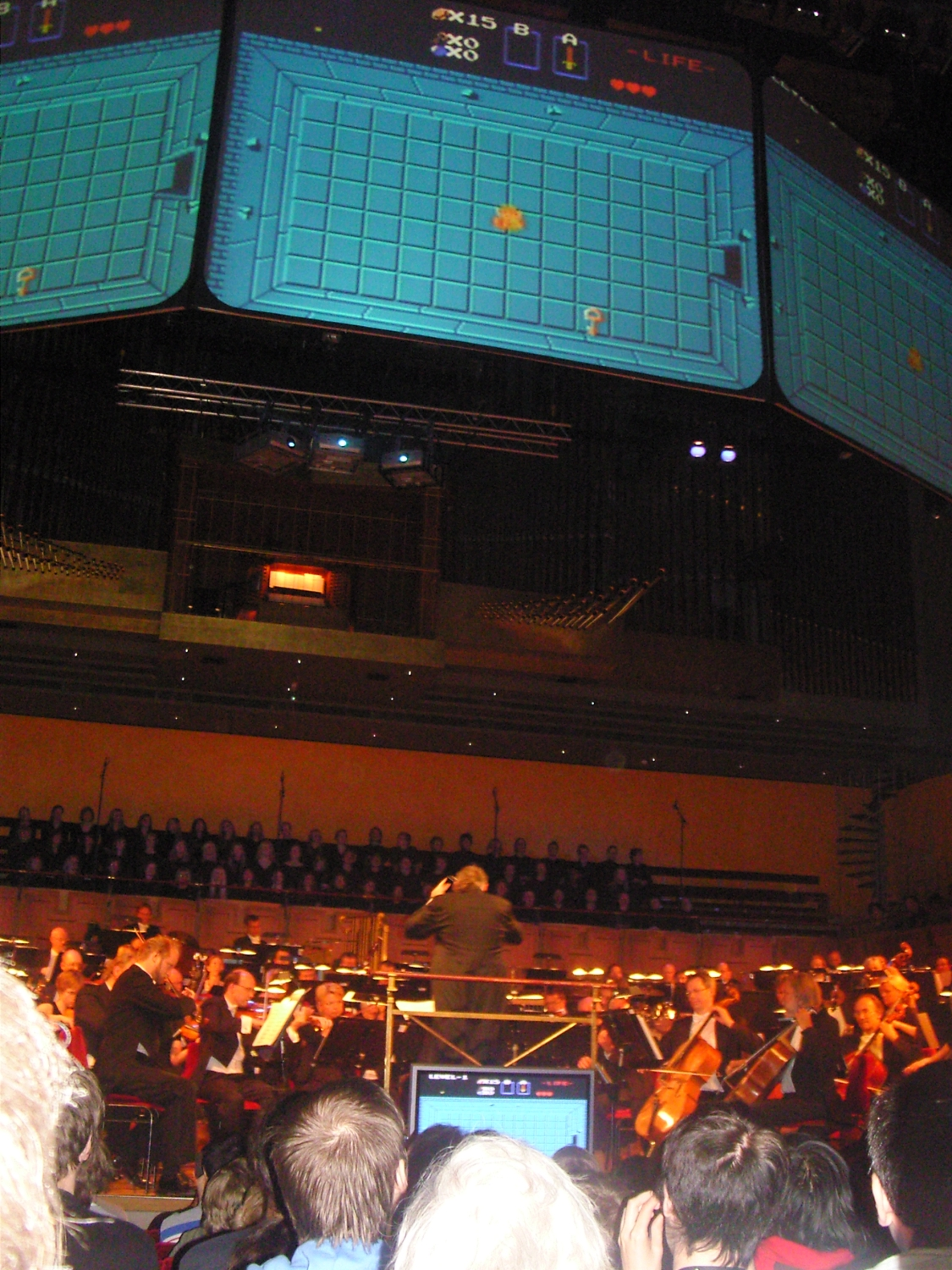
Live-Konzert Play! A video game symphony XX mit Zelda Medley am 2. Juni 2007. Auf den Bildschirmen The Legend of Zelda.

The Legend of Zelda (jap.: ゼルダの伝説, Hepburn: Zeruda no Densetsu, wörtlich: Die Legende von Zelda, auch The Hyrule Fantasy (ゼルダの伝説, Hepburn: The Hyrule Fantasy: Zeruda no Densetsu) genannt) ist ein Videospiel für das Nintendo Entertainment System (NES). Es ist der erste Teil der The-Legend-of-Zelda-Reihe und erschien 1986 in Japan und 1987 im restlichen Vertriebsraum. Ungewöhnlich im Vergleich zu anderen NES-Spielen ist die goldene Farbe des Spielmoduls. Es wurde 2003 auf einer Spielesammlung für den Nintendo GameCube, 2004 für den Game Boy Advance (GBA) und 2007 für die Virtual Console wiederveröffentlicht. Das Spiel verkaufte sich alleine für das NES insgesamt rund 6,51 Millionen Mal.
Mit Zelda II: The Adventure of Link erschien 1987 ebenfalls für das NES ein Nachfolger.

## Handlung
Ganon – ehemals Gannon geschrieben –, Fürst der Dunkelheit, dringt in das Königreich Hyrule ein und raubt das Triforce-Fragment der Kraft. Um zu verhindern, dass Ganon ein weiteres Fragment erringen und somit weiter an Macht gewinnen kann, zerbricht Prinzessin Zelda das Triforce-Fragment der Weisheit in acht Teile und verteilt diese über das ganze Land, bevor Ganon sie in einen Kerker einsperrt. Der junge Link muss alle acht Triforce-Teile finden und vereinen, um mit dessen Macht die Prinzessin zu befreien.

## Spielmechanik
Mit Schwert und Schild ausgerüstet bewegt sich Link in einer Oberwelt, die der Spieler aus der Vogelperspektive sieht. Diese ist in 128 gleich große Zellen aufgeteilt, die jeweils den ganzen Bildschirm ausfüllen. Verlässt die Spielfigur den Bildschirmrand, wechselt das Bild in die benachbarte Zelle. Von dieser Oberwelt aus gelangt Link über teils versteckte Eingänge in verschiedene Labyrinthe (Dungeons).
Ein markantes Merkmal des Spiels ist das Finden (in der Regel in Labyrinthen) und Benutzen von Ausrüstungsgegenständen, welche auch zur Interaktion mit der Umgebung genutzt werden können. So ist es beispielsweise möglich, sich mit Bomben alternative Wege in den Labyrinthen zu schaffen, mit einer Leiter Flüsse zu überqueren oder Sträucher mit einer Fackel zu verbrennen. Jeder der Dungeons bis auf den finalen neunten beinhaltet eines der acht Triforceteile, die jedoch jeweils von einem individuellen Endgegner beschützt werden.

## Technik
The Legend of Zelda war das erste Videospiel außerhalb Japans, das über eine Batterie in der Spielkassette verfügte (das allererste Spiel war Dragon Slayer für das Super Cassette Vision von Epoch). Dadurch war es erstmals bei einer Videospielkonsole möglich, Spielstände dauerhaft abzuspeichern. Zum ersten Mal war durch die offene Welt auch nichtlineares Gameplay möglich. The Legend of Zelda war das erste NES-Spiel mit einem Inventarsystem, in dem Spieler verschiedene Gegenstände auswählen konnten, um mit diesen Rätsel zu lösen.
Die Musik von The Legend of Zelda wurde in vielen späteren Teilen der Serie verwendet.

## Entwicklungs- und Veröffentlichungsgeschichte

### BS Zelda
Im August 1995 veröffentlichte Nintendo in Japan eine überarbeitete Version des ursprünglichen The Legend of Zelda von 1986. Es wurde als Serie über das Satellitenfernsehen ausgestrahlt und konnte mit Hilfe des Modems Satellaview auf dem japanischen SNES (Super Famicon) gespielt werden. Die Grafik und die Klangeffekte wurden dabei von der Konsole erzeugt, während die Hintergrundmusik und die Stimme des Erzählers über Satellit eingespielt wurden. Jede Woche war ein anderes Labyrinth zugänglich, und der Spieler hatte jeweils nur eine Stunde Zeit, um es zu bezwingen. Passend zu den Beschreibungen und den Hinweisen des Erzählers wurden außerdem spezielle Ereignisse ausgelöst, z. B. tauchten dann verschiedene Bonus-Gegenstände auf, oder der Spieler wurde zeitweilig unverwundbar. Diese erste Serie wurde bis Ende des Jahres bzw. Anfang 1996 ausgestrahlt, im April 1997 folgte unter dem Titel Legend of Zelda – Kodai no Sekiban eine Fortsetzung, die auf dem dritten Teil (The Legend of Zelda: A Link to the Past) basiert. Beide Serien wurden zwei bis drei Mal wiederholt.

### Neuveröffentlichungen
Am 1. September 2011 erschien The Legend of Zelda im Rahmen des sogenannten Botschafter-Programmes für den Nintendo 3DS, wo es durch den Nintendo eShop heruntergeladen werden kann. Durch das Botschafter-Programm bot Nintendo 3DS-Erstkäufern 20 Gratis-Spiele an, davon zehn für das NES und zehn für den GBA. Damit reagierte Nintendo auf die starke Preissenkung des 3DS, die am 12. August erfolgte.

## Rezeption
Das deutsche Computerspielemagazin Power Play lobte die spielerische Abwechslung, die für monatelange Beschäftigung sorge. Hervorgehoben wurde auch die Idee, den Spielstand mittels einer Batterie direkt im Modul zu speichern. Redakteur Heinrich Lenhardt kritisierte die „eher schlichte“ Grafik; sein Kollege Martin Gaksch zusätzlich den „mittelprächtigen“ Sound.